# Joan-Lluís Lluís
Joan-Lluís Lluís (Perpinyà, 29 de juny del 1963) és un escriptor, traductor i columnista català. Al llarg de la seva trajectòria ha rebut diversos premis literaris, especialment el premi Sant Jordi per Jo sóc aquell que va matar Franco i el Premi Òmnium a la millor novel·la de l’any per Junil a les terres dels bàrbars. Té obres traduïdes en basc, castellà, francès i txec.
Com a escriptor ha cultivat, en diverses etapes, tant la poesia com sobretot l'assaig i la novel·la: va aconseguir als seus inicis trencar amb una mena de complex d'inferioritat que afectava una gran part dels autors d'expressió catalana del seu territori d'origen. És, per exemple, l'únic escriptor de la Catalunya del Nord que ha construït la seva carrera editorial al Principat de bon principi, sense haver passat prèviament per una etapa d'edicions locals. A més a més, ha dut a terme una tasca significativa en l'activisme lingüístic de la llengua catalana i a través d'escrits i xerrades ha denunciat el lingüicidi comès històricament per l'Estat francès.
Ha escrit textos de cançons, sobretot amb Carles Sarrat per al grup Blues de Picolat, però també per al Casellas Sextet Folk, Sol i Serena i Joanjo Bosk. I és coautor, juntament amb Pascal Comelade del Manifest revulsista nord-català.
El 2014 va ser un dels principals impulsors del Manifest d'escriptors per la independència, que va reunir més de set-centes signatures de gent de lletres de tots els Països Catalans en favor de la independència de Catalunya. En una entrevista a Vilaweb afirmava: "Sóc un obrer més al servei de la independència de Catalunya".

## Biografia
Joan-Lluís Lluís va néixer a Perpinyà en el si d'una família obrera originària de la Catalunya Sud, però amb propensió, del costat de la línia paterna i des de diverses generacions, a viure al nord o al sud de la frontera en funció dels esdeveniments històrics o de les necessitats econòmiques. El seu pare havia nascut a Morellàs (Vallespir) en una família que més tard va tornar a Llagostera (Gironès). Va créixer al Voló (Rosselló), i després d'estudis secundaris a Ceret (Vallespir) i a Perpinyà, es va llicenciar en Història de l'Art a la Universitat Paul-Valéry de Montpeller.
En una entrevista a Ràdio Arrels (desembre del 2014) va explicar que tot i que a casa seva hi havia molt pocs llibres, va voler ser escriptor a partir dels 13 anys: «A l'escola, tot d'una, i sense saber com ho feia, vaig adonar-me que escrivia més bé que la majoria dels altres alumnes. És clar, en francès, ja que el català estava en aquells anys totalment exclòs del sistema escolar. Em va semblar meravellós saber fer una cosa més bé que els altres, no m'havia passat mai. I justament era una cosa que entroncava amb la lectura, que era allò que més m'agradava». A partir dels 16 anys va conjuminar aquesta vocació amb la voluntat de recuperar i desenvolupar la seva identitat catalana: «Fins als 20 anys només parlava català amb el meu pare, i era un català molt rudimentari, molt empobrit, literalment d'estar per casa. Per a mi, el català era una llengua a l'encop pròpia i llunyana, no tenia ni idea que tingués regles gramaticals, diccionaris o que disposés d'un corpus literari». Ha explicat aquesta part de la seva vida al llibre Els invisibles (2020).
El 1987, va viure un any a Prats de Molló com a objector de consciència al servei militar, fet que li va servir més tard d'inspiració per a la novel·la El dia de l'ós. Tot seguit, es va integrar a la redacció del setmanari Punt Catalunya Nord, creat dos anys abans. El 2005 va integrar la Casa de la Generalitat a Perpinyà com a responsable del servei de Llengua i Cultura. Viu entre el Rosselló i el Pla de l'Estany.

## Obra publicada
- Els ulls de sorra (ed. de La Magrana, Barcelona, 1993, ISBN 84-7410-692-3).
- Vagons robats (ed. de la Magrana, Barcelona, 1995, ISBN 84-7410-860-8).
- Cirera (ed. de la Magrana, Barcelona, 1996, ISBN 8474109337).
- El crim de l'escriptor cansat (ed. de la Magrana, Barcelona, 1999, ISBN 9788482642543).
- Conversa amb el meu gos sobre França i els francesos (ed. de la Magrana, Barcelona, 2002, ISBN 84-8264-412-2). Premi Joan Coromines de la CAL.
- El dia de l'ós (ed. de la Magrana, Barcelona, 2004, ISBN 84-7871-199-6). Premi Crexells.
- Pascal Comelade i Arsène Lupin, les proves irrefutables d'una enginyosa mistificació (ed. Mare Nostrum, Perpinyà, 2005, ISBN 290847641X).
- Diccionari dels llocs imaginaris dels Països Catalans (ed. de la Magrana, 2006, ISBN 9788478714308).
- Aiguafang (ed. de la Magrana, 2008, ISBN 978-84-9867-255-8). Premi Crítica Serra d'Or.
- Xocolata desfeta, exercicis d'espill (ed. de la Magrana, Barcelona, 2010, ISBN 978-84-8264-031-0 Publicat el 2010 (ed. La Magrana) i reeditat el 2015 a la mateixa editorial amb un pròleg inèdit i un text revisat per l'autor. Ha conegut diverses adaptacions teatrals.[4] Es tracta d'una suma d'exercicis d'estil que consisteix en la repetició d'un mateix relat original reescrit de 123 maneres diferents. L'origen d'aquest projecte rau en el llibre Exercices de Style de Raymond Queneau (1947) com l'autor ho reivindica al pròleg. Se situa clarament en el corrent literari conegut com a Oulipo a França, on es barreja l'enigmística o literatura potencial en la línia de Màrius Serra, la creació literària lúdica, les formes clàssiques de la retòrica i el pastitx d'escriptors i d'estils literaris.[5]
- A cremallengua, Elogi de la diversitat lingüística (Amb pròleg de Matthew Tree, ed. Viena, Barcelona, 2011, ISBN 978-84-8330-662-8).
- Les cròniques del déu coix (ed. Proa, Barcelona, 2013, ISBN 978-84-7588-423-3). Premi Lletra d'Or.
- El navegant (ed. Proa, Barcelona, 2016, ISBN 978-84-7588-633-6). Premi Crítica Serra d'Or.[6]
- Jo soc aquell que va matar Franco (ed. Proa, Barcelona, 2018, ISBN 978-84-7588-701-2). Premi Sant Jordi, Premi Joaquim Amat-Piniella, Premi Maria Àngels Anglada, Premi Ictineu.
- Els invisibles, Autoretrat amb llengües i treballs (ed. L'Avenç, Barcelona, 2020, ISBN 978-84-16853-40-3).
- Salives (Cafè Central / Eumo, col·lecció Els Jardins de Samarcanda, Vic, 2021, ISBN 978-84-9766-727-2).
- Junil a les terres dels bàrbars (ed. Club Editor, Barcelona, 2021, ISBN 978-84-7329-306-8). Premi Òmnium, Premi Crexells, Premi Setè Cel, Premi Sàpiens, premi Au Bord de l'Eau, premi Millepages.
- Balla amb Babel, Contra l'absolutisme lingüístic (ed. Fragmenta, Barcelona, 2024, ISBN 978-84-10188-08-2)
- Cançó de pluja (Club Editor, Barcelona, 2025)

## Com a traductor i adaptador
- Comte de Mirabeau: La cortina aixecada o l'educació de Laure, edicions de la Magrana, col·lecció La Marrana, nº34, Barcelona, 1996. Traduït del francès. Títol original: Le rideau levé ou l'éducation de Laure.
- Els Shadoks, dibuix animat de Jacques Rouxel, cinquanta episodis. France 3 Sud, Tolosa, 1999. Traduït del francès. Títol original: Les Shadoks.
- Titeuf, dibuix animat de Zep, vint-i-cinc episodis. France 3 Sud, Tolosa, 2003. Traduït del francès. Títol original: Titeuf.
- Félix Fénéon, Notícies de tres ratlles, L'Avenç, Barcelona, 2012. Traduït del francès. Títol original: Nouvelles en trois lignes.
- Joanot Martorell i Joan de Montpalau: Lletres de batalla, editorial Barcino, col·lecció Tast de Clàssics, Barcelona, 2014. Adaptat del català medieval al català modern.
- Joan Bodon: El llibre dels finals, Club Editor, Barcelona, 2015. Traduït de l'occità. Títol original: Lo libre dels Grands Jorns.
- Boris Vian, L'arrencacors, Club Editor, Barcelona, 2018. Traduït del francès. Títol original: L'Arrache-coeur.
- Josep, novel·la gràfica d'Aurel, Jean-Louis Milesi i Audrey Rebmann, ed. Símbol, 2020. Traduït del francès. Títol original: Josep.
- Voltaire: Contes filosòfics, Bernat Metge Universal, Barcelona, 2022. Traduït del francès. Títol original: Romans et contes.
- Robèrt Lafont, L'illa dels immortals, Lleonard Muntaner Editor, Palma, 2022. Traduït de l'occità. Títol original: Amfícolpos, ò l'immortalitat (al volum Insularas).
- Louis-Ferdinand Céline, Guerra, ed. Proa, Barcelona, 2023. Traduït del francès. Títol original: Guerre.
- Joan-Claudi Forêt, Sang i saba, ed. 1984, Barcelona, 2024. Traduït de l'occità. Títol original: Sang e saba.
- Jules Verne, El naufragi del Chancellor, Lleonard Muntaner editor, 2024. Traduït del francès. Títol original: Le Chancellor.

## Premis i reconeixements
- 2003: Premi Joan Coromines de la Coordinadora d'Associacions per la Llengua catalana (CAL) per l'assaig pamfletari Conversa amb el meu gos sobre França i els francesos.[7] En ell explica les manipulacions històriques, rentats de cervell, matances, colonitzacions, lingüicidis, etc., duts a terme per França.
- 2004: Premi Crexells, per la novel·la El dia de l'ós,[8] en què la protagonista, sortint de la Barcelona actual, torna a un Prats de Molló cada cop més irreal, amb tropes d'ocupació franceses allotjades a les cases de la població civil. La trama gira al voltant d'una llegenda real, però amplificada i transformada: el dia que l'ós torni a la muntanya, baixarà al poble, se n'endurà una verge i els vilatans s'alliberaran dels francesos. Històricament, Prats de Molló va ser un dels últims reductes de resistència a la incorporació a França, i durant molts anys hi hagué tropes allotjades a les cases de la gent.
- 2009: Premi Crítica Serra d'Or de novel·la per Aiguafang, una novel·la ambientada en una Barcelona sotmesa a una pluja constant d'aiguafang i en què els paràmetres morals, però també lingüístics, han patit mutacions notables.
- 2010: Premi Nacional President Lluís Companys, "pel seu compromís social i literari en defensa de la personalitat, la llengua i els drets del nostre país".
- 2014: Premi Lletra d'Or al millor llibre en llengua catalana per Les cròniques del déu coix, "perquè representa una obra molt original en la trajectòria literària d'un autor que no para de sorprendre per la seva gran capacitat inventiva, perquè Les cròniques del déu coix manifesta un gran domini del llenguatge, de la fluïdesa literària i de les el·lipsis temporals en un procés narratiu que equilibra la faula amb la mitologia i la reflexió al voltant de les bases culturals d'Occident. Joan-Lluís Lluís ha conreat, sempre amb un insubornable estil personal, els més diversos gèneres i és un dels exponents literaris més brillants del present".
- 2016: Elecció com a Millor Novel·la de l'Any 2016 de El navegant per El Periódico.
- 2017: Premi Crítica Serra d'Or de novel·la per El navegant.[6]
- 2017: Premi Sant Jordi de novel·la per Jo soc aquell que va matar Franco.[9]
- 2019: Premi Joaquim Amat-Piniella per Jo soc aquell que va matar Franco.[10]
- 2019: Premi Maria Àngels Anglada per Jo soc aquell que va matar Franco.[11]
- 2019: Premi Ictineu, de la SCCFF, per Jo soc aquell que va matar Franco.
- 2022: Premi Òmnium a la millor novel·la de l’any (2021), per Junil a les terres dels bàrbars,[12] per unanimitat del jurat.
- 2022: Premi a la Trajectòria d'Òmnium Catalunya Nord, "per la seva trajectòria d'ençà de 1993, la constància de la seva producció i el seu lideratge dins la literatura catalana".
- 2022: Premi Joan Crexells de narrativa 2021 per Junil a les terres dels bàrbars[13]
- 2022: Premi Setè Cel per Junil a les terres dels bàrbars.
- 2022. Premi Sàpiens a la millor ficció històrica per Junil a les terres dels bàrbars.
- 2024. Premi Au Bord de l'Eau, per la traducció francesa de Junil a les terres dels bàrbars (Junil, ed. Les Argonautes, traducció de Juliette Lemerle).
- 2024. Premi Millepages, per la traducció francesa de Junil a les terres dels bàrbars (Junil, ed. Les Argonautes, traducció de Juliette Lemerle).
- 2024. Premi Ville de Brignoles, per la traducció francesa de Junil a les terres dels bàrbars (Junil, ed. Les Argonautes, traducció de Juliette Lemerle).
- 2025. Premi Vendanges Littéraires, per la traducció francesa de Junil a les terres dels bàrbars (Junil, ed. Les Argonautes, traducció de Juliette Lemerle).

## Col·laboracions regulars en mitjans de comunicació
- El Punt Catalunya Nord (1989-1994), El Punt i El Punt Avui (Des de Perpinyà i Des de França, 1998-2012), Presència (A cremallengües, 2008-2018), Enderrock (Cançolata desfeta, 2010) L'Avenç (Traient la pols, 2011-2012), Esguard (Tot clama i res no mor, 2012-2014), Catorze (Vilatge People, 2014-2015), Vilaweb (Mail obert, 2014-2018), La República (Lletres en batalla, 2018-2019), Catalunya Ràdio (al programa Ciutat Maragda, 2018-2021)